# Yuji Nakazawa
Yuji Nakazawa (Yoshikawa, Prefectura de Saitama, Japó, 25 de febrer de 1978) és un futbolista japonès.

## Selecció japonesa
Yuji Nakazawa ha disputat 110 partits amb la selecció japonesa.